# Arturo Palma Cisneros
Arturo Adolfo Palma Cisneros (Iztapalapa, México; 16 de enero de 2002) es un futbolista mexicano. Juega de centrocampista y su equipo actual es el Club Atlético Morelia de la Liga Expansión de México.Tuvo sus inicios en Tijuana Baja California, en la academia Atlas Tijuana.

## Trayectoria
Palma llegó al Querétaro FC en 2020 proveniente del Pato Baeza FC de la tercera división. Debutó en la Liga MX el 26 de febrero de 2021 ante Mazatlán FC.
El 2 de julio de 2021, se incorporó al Club Necaxa.

## Estadísticas
Actualizado al último partido disputado el 12 de marzo de 2024.
| Club                   | Div.          | Temporada     | Liga  | Liga  | Copas nacionales | Copas nacionales | Copas internacionales | Copas internacionales | Total | Total |
| Club                   | Div.          | Temporada     | Part. | Goles | Part.            | Goles            | Part.                 | Goles                 | Part. | Goles |
| ---------------------- | ------------- | ------------- | ----- | ----- | ---------------- | ---------------- | --------------------- | --------------------- | ----- | ----- |
| Querétaro · México     | 1.ª           | 2020-21       | 5     | 0     | 0                | 0                | —                     | —                     | 5     | 0     |
| Querétaro · México     | Total club    | Total club    | 5     | 0     | 0                | 0                | 0                     | 0                     | 5     | 0     |
| Necaxa · México        | 1.ª           | 2021-22       | 4     | 0     | —                | —                | —                     | —                     | 4     | 0     |
| Necaxa · México        | 1.ª           | 2022-23       | 0     | 0     | —                | —                | —                     | —                     | 0     | 0     |
| Necaxa · México        | Total club    | Total club    | 4     | 0     | 0                | 0                | 0                     | 0                     | 4     | 0     |
| C. D. Tapatío · México | 2.ª           | 2023-24       | 21    | 3     | —                | —                | —                     | —                     | 21    | 3     |
| C. D. Tapatío · México | Total club    | Total club    | 21    | 3     | 0                | 0                | 0                     | 0                     | 21    | 3     |
| Total carrera          | Total carrera | Total carrera | 30    | 3     | 0                | 0                | 0                     | 0                     | 30    | 3     |